# Gare de Groenendael
Pour les articles homonymes, voir Groenendael.
La gare de Groenendael est une gare ferroviaire belge de la ligne 161 de Schaerbeek à Namur, située au lieu-dit Groenendael sur le territoire de la commune de Hoeilaart  dans la province du Brabant flamand en Région flamande. Elle dessert notamment l'hippodrome de Groenendael.
C'est une halte voyageurs de la Société nationale des chemins de fer belges (SNCB) desservie par des trains Suburbains (S) des lignes S8 et S81.

## Situation ferroviaire
Établie à 103 mètres d'altitude, la gare de Groenendael est située au point kilométrique (PK) 15,060 de la ligne 161 de Schaerbeek à Namur, entre les gares de Boitsfort et de Hoeilaart.

## Histoire
La station de Groenendael est mise en service le 23 août 1854 par la Grande compagnie du Luxembourg, lorsqu'elle ouvre à l'exploitation la section de Bruxelles-Luxembourg à La Hulpe de l'actuelle ligne 161 de Bruxelles à Namur.
La première gare se situait de l'autre côté des voies, seul versant alors pourvu d'une route. Le nouveau bâtiment des recettes fut réalisé vers 1889. La question de son emplacement, d'un côté des voies pour raccourcir le trajet des voyageurs se rendant aux courses à l'hippodrome de Groenendael, ou de l'autre afin de se trouver sur la route menant à Hoeilaart, fut tranchée en la faveur des habitants de Hoeilaart par le ministre Jules Vandenpeereboom.
En 1892, afin de mieux desservir l'hippodrome, une ligne de 1,4 km est construite jusqu'à la gare de Groenendael-Hippodrome. La ligne, fermée en 1978, se débranchait de la ligne 161 juste avant la gare de Groenendael ; un sentier forestier a remplacé les rails sur lesquels pouvaient se succéder, au début du XXe siècle, une quinzaine de trains de turfistes.
En 1894, la Société nationale des chemins de fer vicinaux met en service la ligne 293 de Groenendael à Overijse. Ce tramway à voie normale ferme aux voyageurs en 1949 ; la ligne restant utilisée en trafic marchandises vers Hoeilaart jusqu'en 1966.
La desserte de la cour aux marchandises de la gare de Groenendael est supprimée par la SNCB en 1989. Les guichets ferment par la suite[Quand ?].

## Service des voyageurs

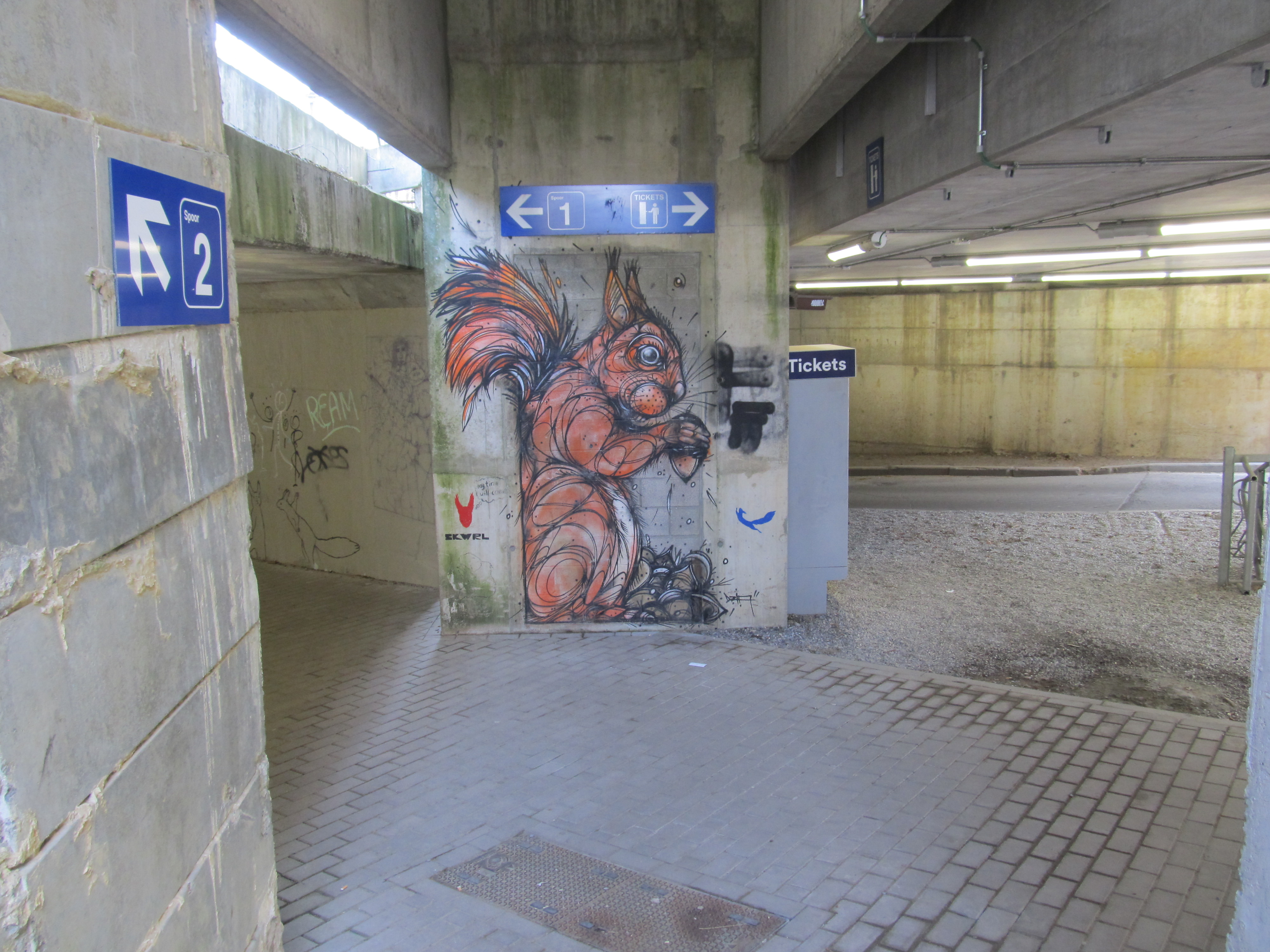
Accès au quai central.

### Accueil
Halte SNCB, c'est un point d'arrêt non géré (PANG) à entrée libre. Elle est équipée d'un automate pour l'achat de titres de transport.
Un passage sous voies permet l’accès aux quais.

### Desserte
Groenendael est desservie par des trains Suburbains (S), de la relation S8 Bruxelles-Midi - Louvain-la-Neuve / Ottignies renforcée en heure de pointe par des trains de la relation S81 au départ de Schaerbeek vers Ottigines ou Louvain-la-Neuve circulant sur la ligne commerciale 161.

### Semaine
La desserte comprend deux trains S8 par heure dans chaque sens : le premier relie Louvain-la-Neuve à Zottegem via Bruxelles-Midi et Zottegem ; le second Ottignies à Bruxelles-Midi, certains allant également jusque Louvain-la-Neuve en heure de pointe (tôt le matin, un des trains S8 est prolongé au départ de Namur et un autre au départ de Grammont avec trajet retour vers Grammont l’après-midi).
Les six trains supplémentaires S81 mis en œuvre par la SNCB s’arrêtent à Groenendael :
- le matin, un train entre Schaerbeek et Louvain-la-Neuve ;
- le matin, trois trains entre Ottignies et Schaerbeek ;
- l’après-midi, deux trains entre Schaerbeek et Ottignies.

#### Week-ends et jours fériés
La desserte est limitée à un train S8 par heure entre Ottignies et Bruxelles-Midi.

### Intermodalité
Un parc pour les vélos et un parking pour les véhicules y sont aménagés.
Une station de bus est située face à l'entrée de la halte.

## Comptage voyageurs
Ce graphique et tableau montre le nombre de voyageurs embarquant en moyenne durant la semaine, le samedi et le dimanche.
| Nombre de passagers qui embarquent à la gare de Groenendael | Nombre de passagers qui embarquent à la gare de Groenendael | Nombre de passagers qui embarquent à la gare de Groenendael | Nombre de passagers qui embarquent à la gare de Groenendael |
|                                                             | Semaine                                                     | Samedi                                                      | Dimanche                                                    |
| ----------------------------------------------------------- | ----------------------------------------------------------- | ----------------------------------------------------------- | ----------------------------------------------------------- |
| 1977                                                        | 259                                                         | 115                                                         | 223                                                         |
| 1978                                                        | 213                                                         | 96                                                          | 211                                                         |
| 1979                                                        | 214                                                         | 103                                                         | 162                                                         |
| 1980                                                        | 143                                                         | 53                                                          | 129                                                         |
| 1981                                                        | 170                                                         | 47                                                          | 126                                                         |
| 1982                                                        | 163                                                         | 77                                                          | 99                                                          |
| 1983                                                        | 164                                                         | 60                                                          | 63                                                          |
| 1984                                                        | 159                                                         | 84                                                          | 105                                                         |
| 1985                                                        | 181                                                         | 55                                                          | 109                                                         |
| 1986                                                        | 177                                                         | 45                                                          | 55                                                          |
| 1987                                                        | 129                                                         | 59                                                          | 80                                                          |
| 1988                                                        | 153                                                         | 66                                                          | 63                                                          |
| 1989                                                        | 169                                                         | 62                                                          | 72                                                          |
| 1990                                                        | 167                                                         | 108                                                         | 91                                                          |
| 1991                                                        | 260                                                         | 69                                                          | 49                                                          |
| 1992                                                        | 243                                                         | 72                                                          | 87                                                          |
| 1993                                                        | 269                                                         | 145                                                         | 110                                                         |
| 1994                                                        | 233                                                         | 51                                                          | 95                                                          |
| 1995                                                        | 247                                                         | 98                                                          | 122                                                         |
| 1996                                                        | 175                                                         | 87                                                          | 49                                                          |
| 1997                                                        | 186                                                         | 123                                                         | 73                                                          |
| 1998                                                        | 306                                                         | 120                                                         | 71                                                          |
| 1999                                                        | 339                                                         | 127                                                         | -                                                           |
| 2000                                                        | 417                                                         | 91                                                          | 117                                                         |
| 2001                                                        | 371                                                         | 90                                                          | 75                                                          |
| 2002                                                        | 338                                                         | 112                                                         | 126                                                         |
| 2003                                                        | 405                                                         | 114                                                         | 100                                                         |
| 2004                                                        | 435                                                         | 166                                                         | 116                                                         |
| 2005                                                        | 453                                                         | 127                                                         | 106                                                         |
| 2006                                                        | 400                                                         | 132                                                         | 92                                                          |
| 2007                                                        | 488                                                         | 88                                                          | 88                                                          |
| 2008                                                        | -                                                           | -                                                           | -                                                           |
| 2009                                                        | 433                                                         | 93                                                          | 91                                                          |
| 2010                                                        | -                                                           | -                                                           | -                                                           |
| 2011                                                        | -                                                           | -                                                           | -                                                           |
| 2012                                                        | 522                                                         | 81                                                          | 100                                                         |
| 2013                                                        | 360                                                         | 80                                                          | 95                                                          |
| 2014                                                        | 403                                                         | 74                                                          | 69                                                          |
| 2015                                                        | 479                                                         | 74                                                          | 117                                                         |
| 2016                                                        | 601                                                         | 78                                                          | 51                                                          |
| 2017                                                        | 610                                                         | 149                                                         | 92                                                          |
| 2018                                                        | 577                                                         | 146                                                         | 138                                                         |
| 2019                                                        | 696                                                         | 178                                                         | 181                                                         |
| 2020                                                        | 357                                                         | 130                                                         | 123                                                         |
| 2021                                                        | -                                                           | -                                                           | -                                                           |
| 2022                                                        | 817                                                         | 266                                                         | 254                                                         |
| 2023                                                        | 652                                                         | 264                                                         | 258                                                         |
| 2024                                                        | 702                                                         | 246                                                         | 183                                                         |

## Patrimoine ferroviaire
L'important bâtiment de la gare, inutilisé pour le service des voyageurs, est fermé. Construit en 1889, avec une façade en brique et pierres de taille, il comporte un corps central, à trois ouvertures avec un étage sous une toiture à deux pans recouverts d'ardoises, encadré par deux longues ailes en rez-de-chaussée à dix ouvertures.
Le bâtiment d'origine, que le plan parcellaire de 1877 représente avec une disposition en "H", se trouvait de l'autre côté de la route, en amont de la bifurcation entre la ligne 161 et l'embranchement de l'hippodrome de Groenendael, réalisée à une date où ce bâtiment avait déjà disparu. Un bâtiment identique se trouvait en gare de la Hulpe et a également disparu à la fin du XIXe siècle.

galerie d'images
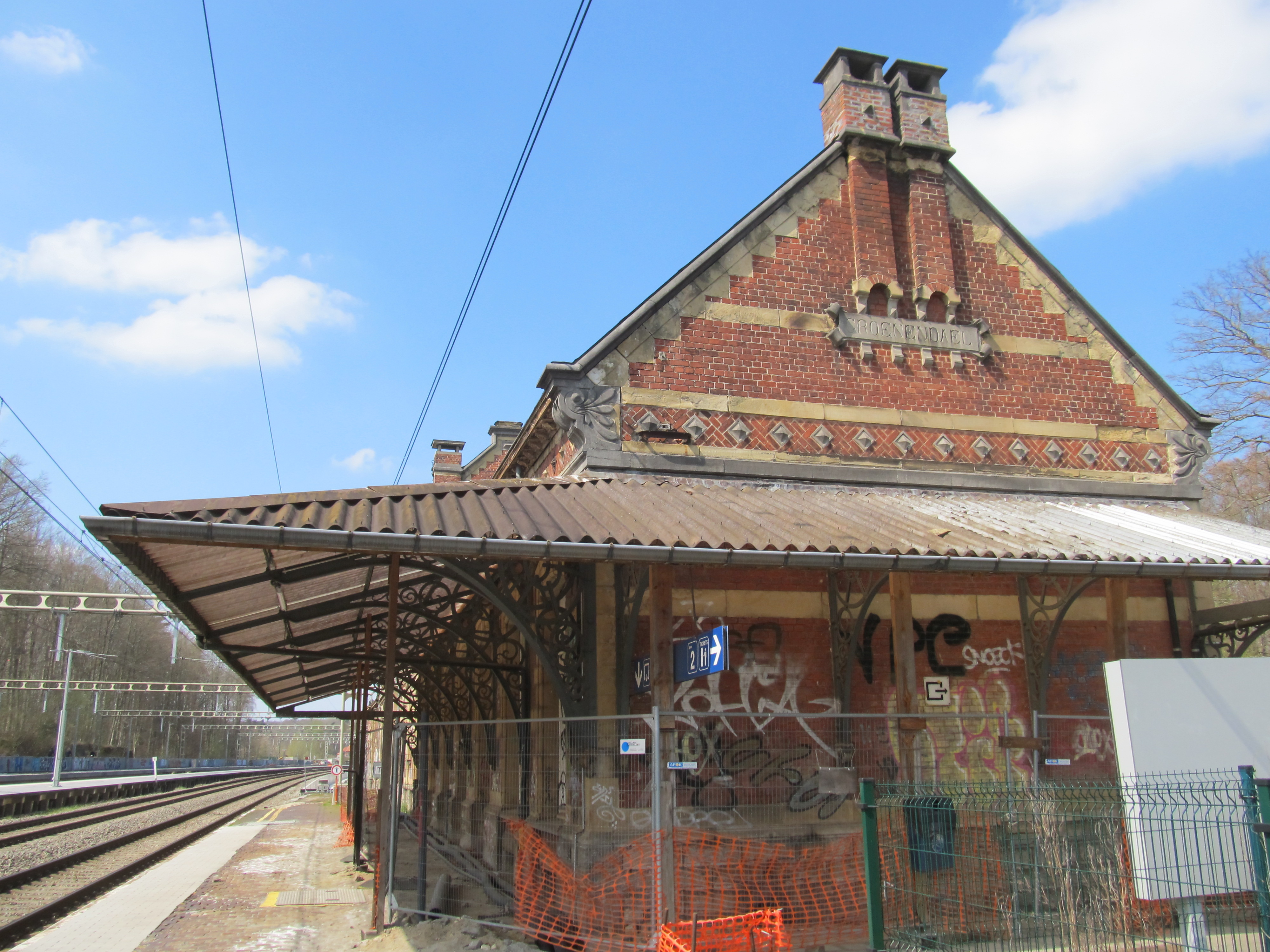
Marquise de quai et pignon.
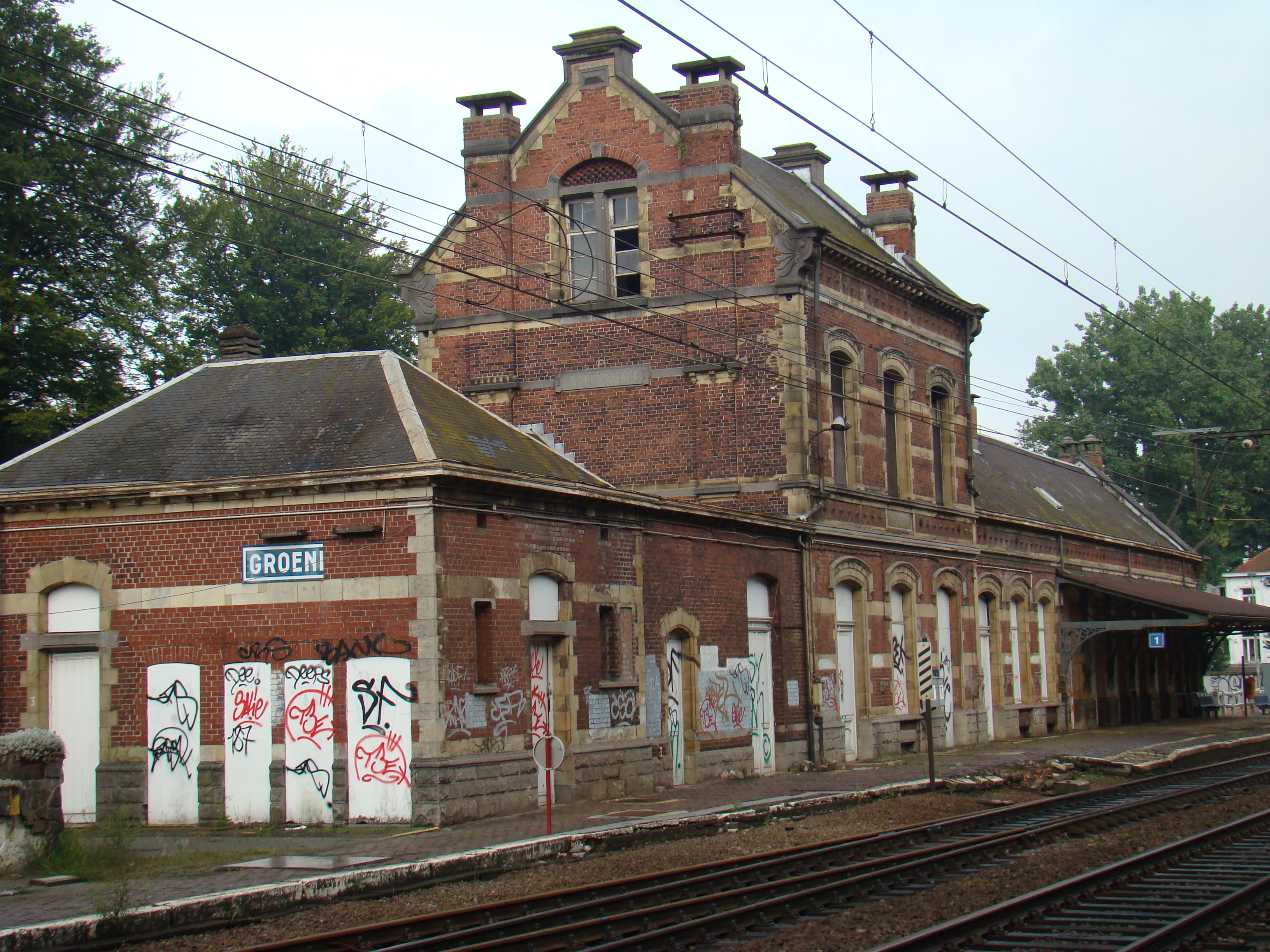
Bâtiment de la gare, côté quais.
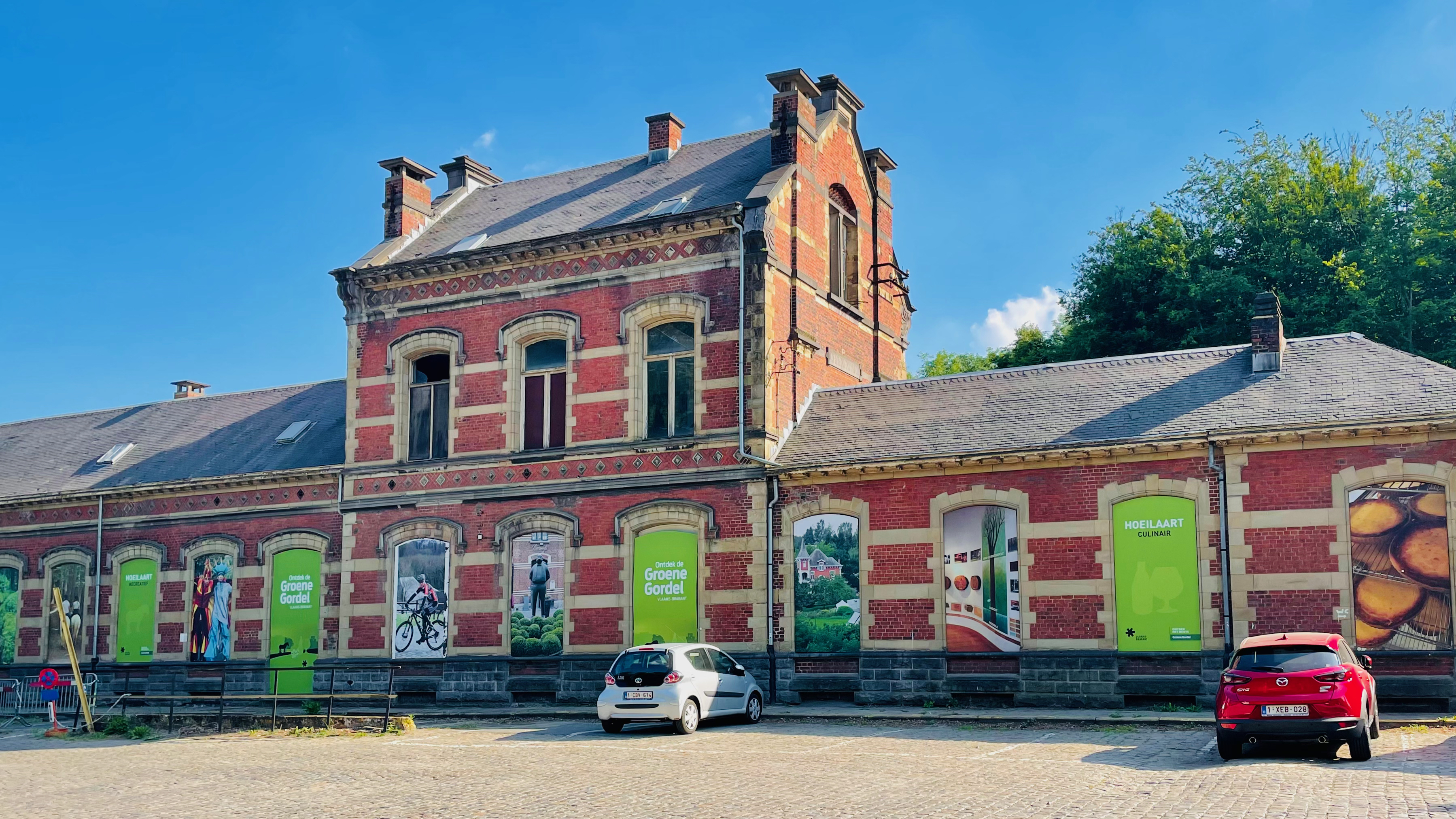
Bâtiment, côté rue.
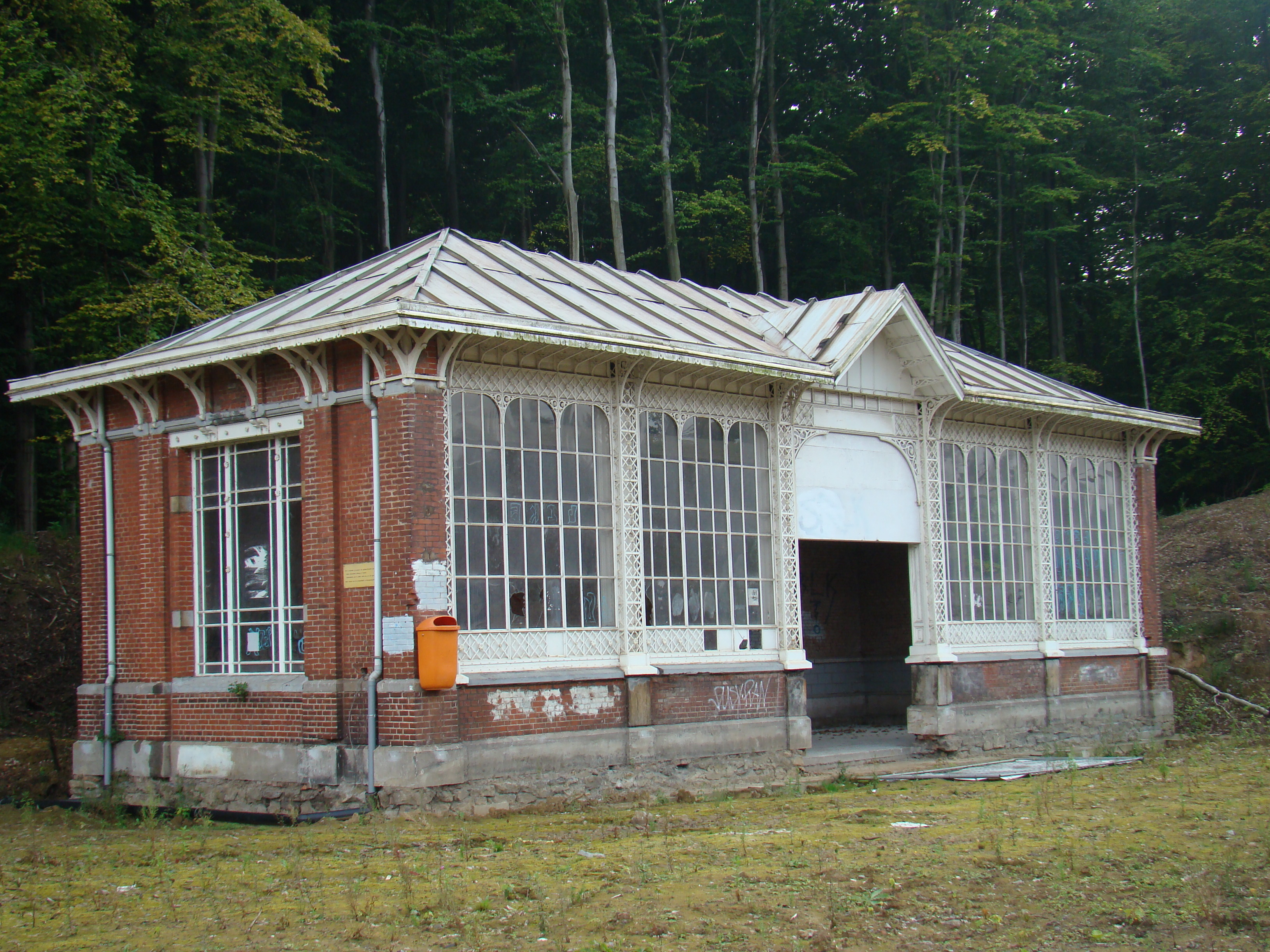
Ancien abri de quai, classé.
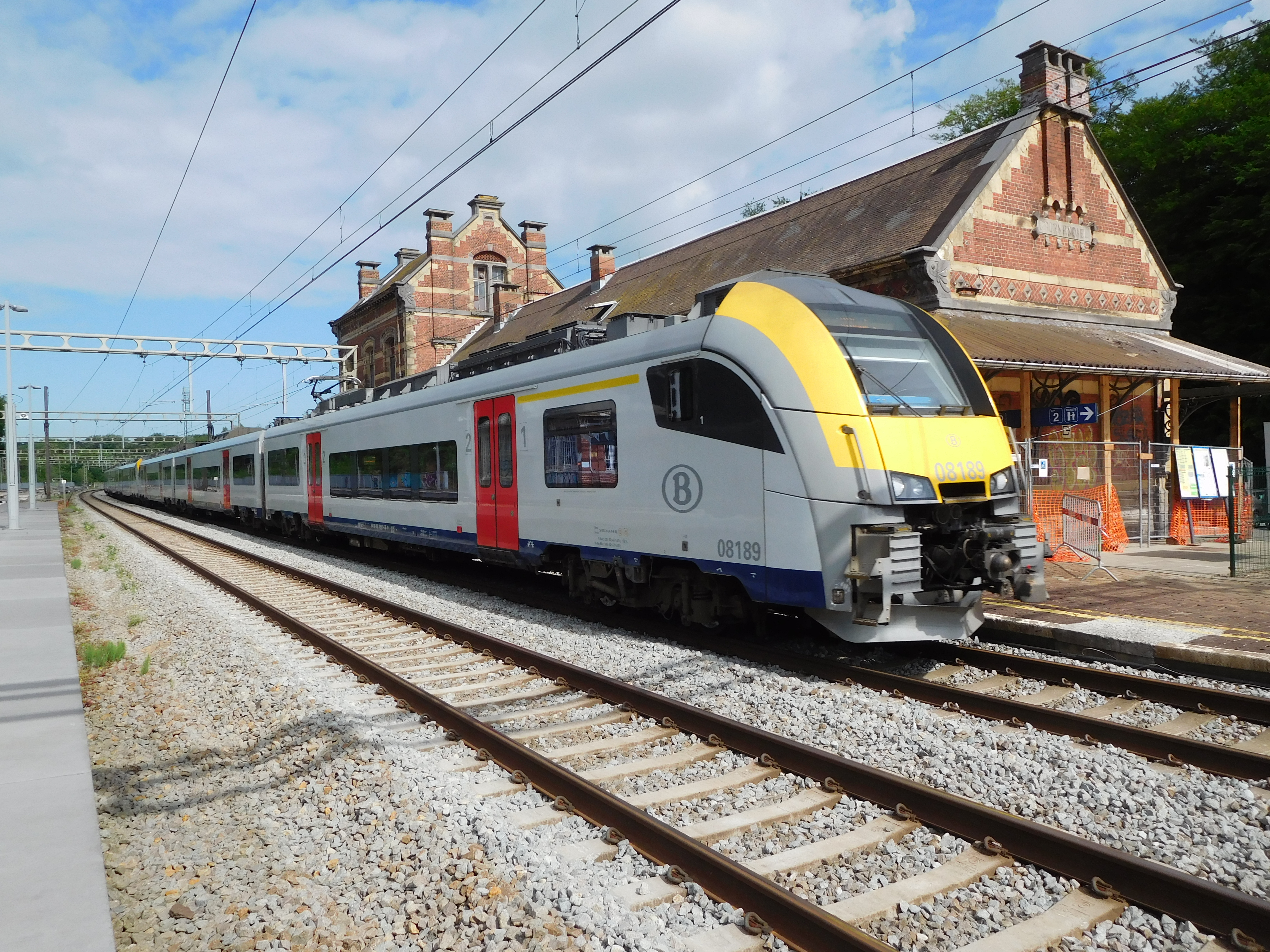
Train en passage.